# Станіслав Матеуш Жевуський

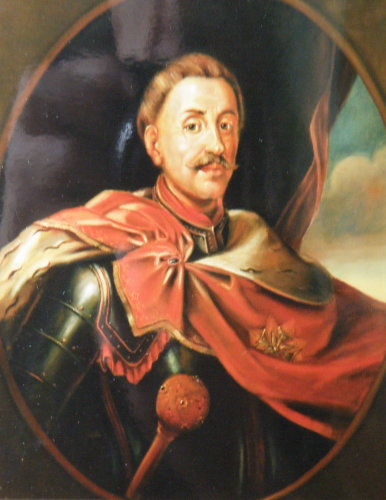
Портрет Станіслава Матеуша Жевуського

Герб Кривда

Станіслав Матеуш Жевуський (пол. Stanisław Mateusz Rzewuski, 1662 — 4 листопада 1728, Львів) — польський державний і військовий діяч із роду Жевуських, полковник коронного війська (1690), крайчий великий коронний (1702), референдар великий коронний (1703), польний гетьман коронний (1706—1726), великий гетьман коронний (1726), воєвода підляський (1726—1728) і белзький (з 14 червня 1728), староста холмський, дроговизький, клодавський, новосельський (певне, з 1699) та любомльський.

## Біографія
Народився в 1662 р., син львівського підвоєводи і коронного надвірного підскарбія Міхала Флоріана Жевуського (пом. 1687) і Ганни Дзержківни. Можливо, навчався в колегіумі єзуїтів у Львові.
У 1699 році виступив послом до Османської імперії для ратифікації Карловицького договору, за яким Османська імперія повернула Поділля до складу Речі Посполитої. 
18 грудня 1718 року (менш ймовірно, 1720) р. купив Підгорецький замок разом із навколишніми селами в сина польського короля Яна ІІІ Собеського - Константія Собеського; 1719 року Олесько з прилеглими селами — в іншого королевича Якуба Людвіка Собеського. Був власником Паволочі. У Львові купив у Собеських «королівську» кам'яницю на площі Ринок.
12 жовтня 1726 р. призначений великим гетьманом коронним, але не мав можливості виконувати обов'язки. Нагороджений Орденом Білого Орла. На цій посаді був патроном Григора Орлика.
При гетьманському дворі у Підгірцях діяв вокальний ансамбль із 13 італійських та польських музикантів, серед них Каміла Пола, Джованна Ґраціола, Яніна Вєцьковська, сопрано Стефан Ярошевич, контральти Казімеж Древновський і Бартоломео Страпарапа, бас Марчін Папроцький і придворний гобоїст Помпео Періні. Репертуар, який виконувався при дворі Жевуського, складався з опер італійського капельмейстра Джованні Антоніо Ріцері.
Помер у власній кам'яниці у Львові 4 листопада 1728 року після тривалої хвороби. Наказав поховати себе в костелі кармелітів у Роздолі.

## Родина
Станіслав Матеуш Жевуський був одружений двічі. У 1690 році першим шлюбом одружився з Доротеєю Цетнер. 
Друга дружина з 1694 року — Людвіка Елеонора (пом. 1749), донька чернігівського підчашого Каспара Куніцького і Маріанни з Беневських. Діти:
- Северин Юзеф (пом. 1754) — воєвода волинський.
- Вацлав Пйотр (1705/1706 — 1779) — польний гетьман коронний і краківський воєвода.
- Маріанна (пом. 1732), з 1712 р. — дружина Станіслава Потоцького.
- Сабіна — дружина Міхала Лєдуховського.
- Анна (пом. 1730).

## Галерея

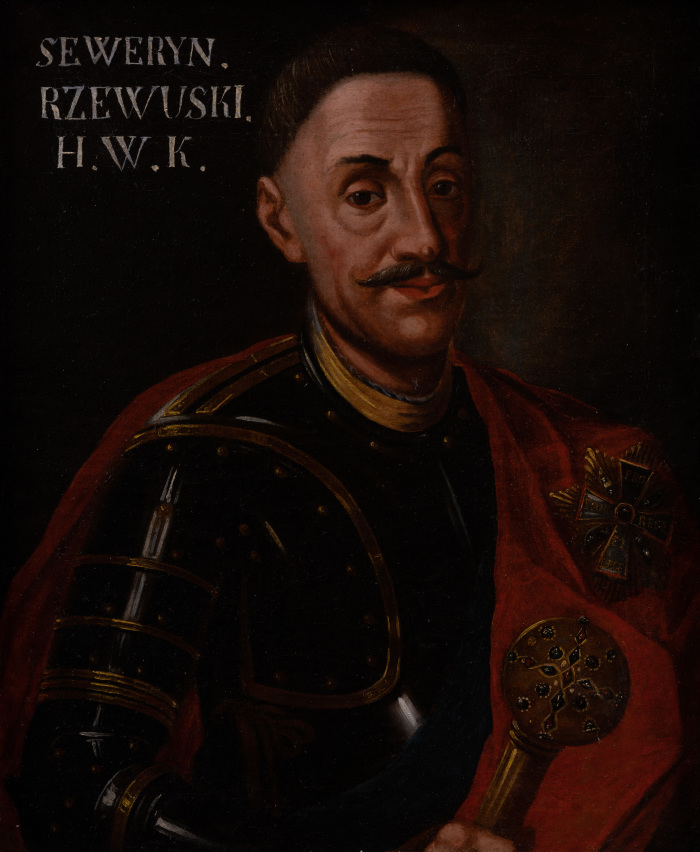
Портрет Станіслава Жевуського зі збірки Підгорецького замку
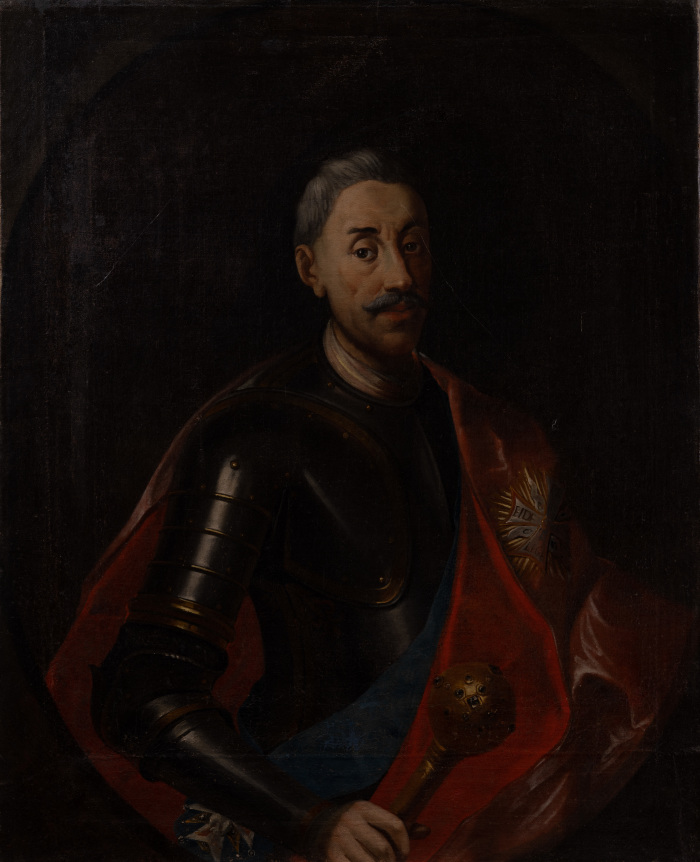
Василь Петранович, Портрет Станіслава Жевуського
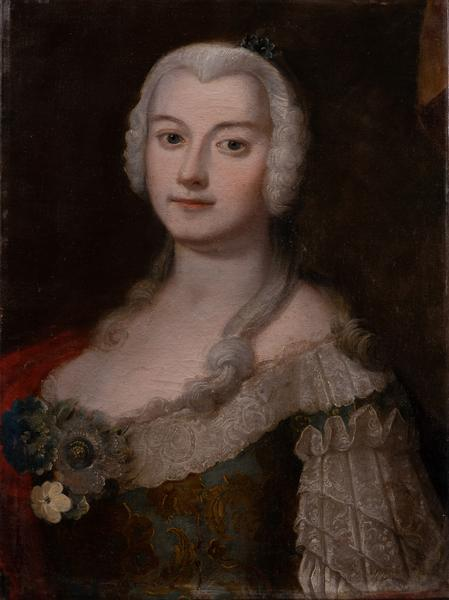
Людвіка Елеонора Жевуська (дружина)